# Mozhdah Jamalzadah
Mozhdah Jamalzadah (nascida em 11 de agosto de 1982 em Cabul, Afeganistão) é uma cantora afegã. Durante a guerra civil no Afeganistão, aos cinco anos de idade, ela e sua família fugiram para se estabelecer no Canadá. Criada em Vancouver, na Colúmbia Britânica, Mozhdah estudou Jornalismo de Transmissão no Instituto de Tecnologia da Colúmbia Britânica e Filosofia e Ciência Política na Universidade da Colúmbia Britânica. Ela também escreveu músicas. Entre essas músicas estava Dokhtare Afghan (Afghan Girl). Dokhtare Afghan foi um sucesso instantâneo nas estações de TV e ondas aéreas afegãs. Ele trouxe de volta as histórias de fortes heroínas afegãs para as casas de muitos afegãos e despertou interesse entre as jovens afegãs. Também rendeu a Mozhdah muitas indicações e prêmios nas estações de rádio e TV afegãs e internacionais. Em dezembro de 2009, foi-lhe oferecida uma posição para trabalhar com uma nova emissora de televisão do Afeganistão, a 1TV.
Ela seria a apresentadora do "Got Talent do Afeganistão". Mozhdah aceitou a oferta porque isso significava que ela poderia voltar para sua terra natal. Os estudos políticos e filosóficos de Mozhdah também lhe deram o impulso de buscar ambições mais difíceis. Depois de ingressar na 1TV, ela logo decidiu que queria fazer uma viagem ao Afeganistão para satisfazer seu desejo de fazer a diferença. O conceito do show Mozhdah foi criado. No Mozhdah Show, Mozhdah e seus produtores criaram programas que abordavam tópicos tabus na sociedade afegã e como era ser uma mulher, uma criança, uma pessoa que vive na sociedade afegã. O Mozhdah Show também forneceu à Mozhdah a capacidade de explorar e aprender mais sobre a situação atual no Afeganistão pelos olhos dos afegãos. No Dia Internacional da Mulher de 2010, Mozhdah foi convidada a ser a primeira afegã a se apresentar na Casa Branca para o presidente, Barack Obama e a sra. Obama, e a música que ela cantou foi da bravura das mulheres afegãs "Dokhtare Afghan".

## Premiações
- Excelência nas artes CCLA Gala 2012 Toronto, Ontário, Canadá (pelo excelente compromisso e contribuição para um Canadá rico, diversificado e dinâmico)
- Melhor Canção Light do Ano ATN Awards (2010)
- Melhor Artista Feminina ATN Awards (2012)